# Fritz Wendel (Pilot)

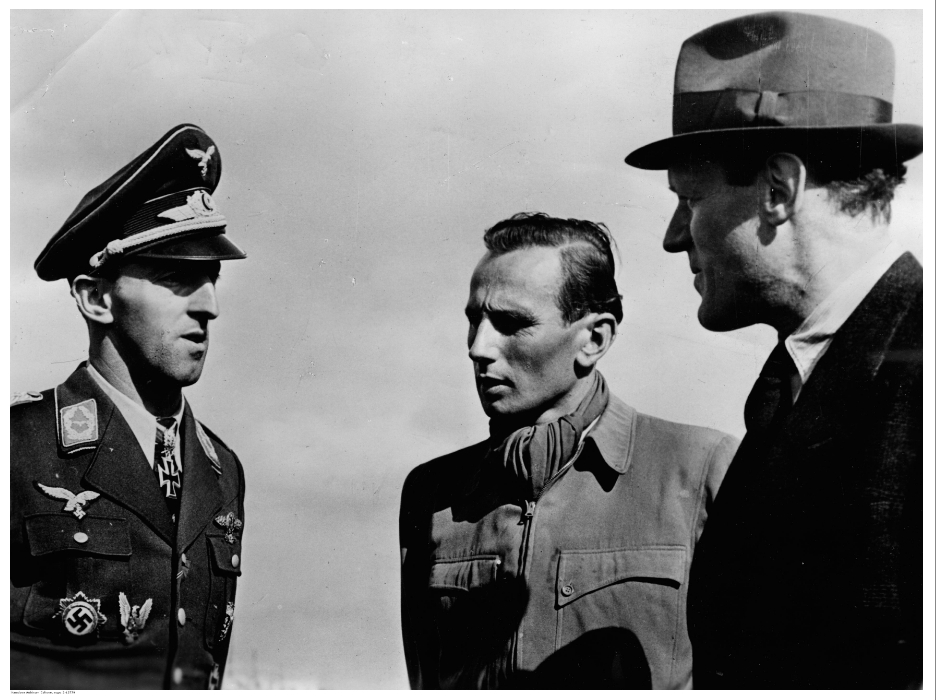
Fritz Wendel (Mitte) mit Hermann Graf und Willy Messerschmitt (1942)

Friedrich „Fritz“ Wendel (* 21. Februar 1915 in Monzernheim; † 9. Februar 1975 in Augsburg) war ein deutscher Flugkapitän, Testpilot und Weltrekordinhaber.

## Leben
Wendel interessierte sich nach seiner Schulzeit für das Fliegen und bekam eine Position als Fluglehrer bei der Luftwaffe. 1936 wechselte er als Testpilot zu den Flugzeugwerken Messerschmitt und avancierte dort zum Chefpiloten.

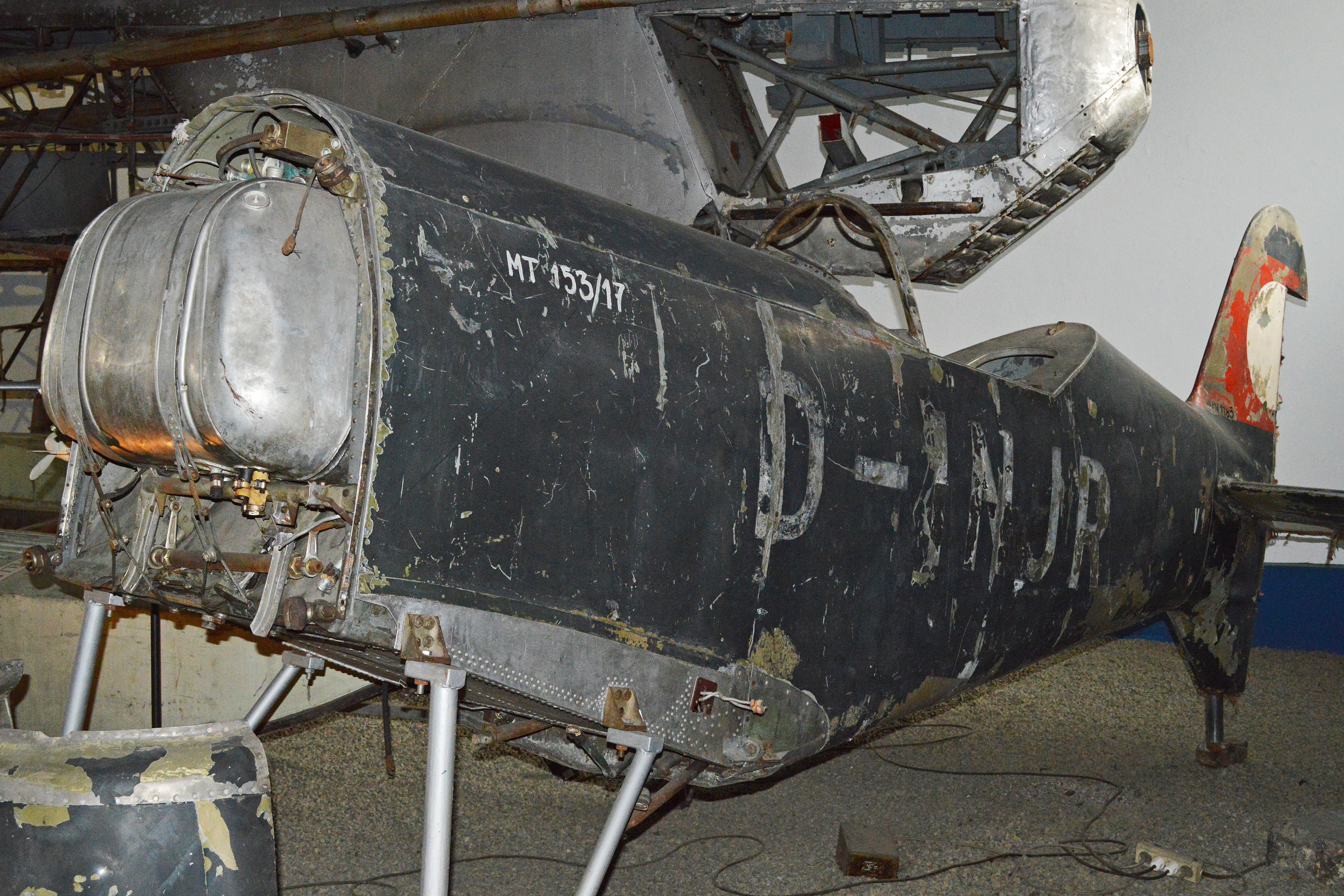
Rekordflugzeug Me 209 V1 im Polnischen Luftfahrtmuseum

Mit einer Messerschmitt Me 209 mit Daimler-Benz-DB-601-Motor stellte er am 26. April 1939 über eine Messstrecke zwischen Augsburg und Buchloe einen Geschwindigkeitsweltrekord für Flugzeuge mit Kolbentriebwerk von 755,14 km/h auf, der bis zum Jahr 1969 nicht gebrochen werden konnte. Am 18. Juli 1942 startete Wendel vom Fliegerhorst Leipheim bei Ulm als erster mit einem serienmäßig gebauten strahlgetriebenen Flugzeug, der Messerschmitt Me 262, zum erfolgreichen Testflug.
Nach dem Zweiten Weltkrieg heiratete er in eine mittelständische Augsburger Brauerei ein. Am 30. Oktober 1950 gründete Fritz Wendel mit Helmut Kaden und Ernst Frank den Augsburger Verein für Luftsport (AVL). Fritz Wendel war, wie auch der Ballonpionier Ernst Frank, Vorsitzender des zugehörigen Augsburger Vereins für Segelflug (AVS). Zeitweise war Wendel auch Präsident des Augsburger Eislauf-Vereins. Im Jahr 1975 beging er Suizid.

## Ehrungen
- Goldene Sportplakette der Stadt Augsburg im Jahr 1939.[2]
- In Augsburg wurde die Fritz-Wendel-Straße nach ihm benannt, die gleichnamige Straße in Wachenheim an der Weinstraße ist nach dem Wachenheimer Bürger und Stadtrat Fritz Wendel (1893–1967) benannt, Autor der „Geschichte der Stadt Wachenheim“.

## Rekorde und Daten
- 26. April 1939: Als Flugkapitän stellte er mit einer Me 209 V1 einen Geschwindigkeitsweltrekord für Kolbenflugzeuge (755,14 km/h)[1] auf, der 30 Jahre lang halten sollte.
- 18. Juli 1942: Erstflug (mit Strahltriebwerken allein) des ersten in Serie gebauten Flugzeugs mit Strahlantrieb (Me 262 A). Es wurden insgesamt fast 1600 Stück gefertigt.
- 5. November 1943: Erstflug des Prototyps Bf 109 H-0 V54 (Wrk. Nr. 15708). Die „H“ sollte ein Höhenaufklärer werden, jedoch wurde das Projekt wegen Flatterns der Tragfläche und des weiten Fortschritts der Ta 152 eingestellt.